# André Frank
Pour les articles homonymes, voir Frank.
André Frank, né le 11 octobre 1909 à Paris et mort le 24 novembre 1971 à Paris, est un auteur, homme de télévision et homme de théâtre français.
Avec Jean-Louis Barrault, il crée en 1953 la revue Les Cahiers Renaud-Barrault publiés aux Éditions Julliard, puis chez Gallimard. Prenant le relais après Bernard Hecht, il est nommé responsable du service des dramatiques de l'ORTF en 1956, date à laquelle le service s’installe aux Buttes-Chaumont. Il y reste jusqu’àu début de l’année 1970.

## Décorations
- Titulaire de la Croix de guerre 1939-1945
- Chevalier de la Légion d'honneur